# 永慕寺
永慕寺是北京市大兴区旧宫地区的一座藏传佛教寺院，原属南苑。现已无存。

## 历史
永慕寺是清朝康熙三十年（1691年）创建，乾隆二十九年（1764年）重修。《钦定日下旧闻考·卷七十四·国朝苑囿南苑一》载：
旧衙门西，永慕寺大殿五间，东西配殿各三间，后为经库。（《南苑册》）臣等谨按：永慕寺，康熙三十年建，乾隆二十九年重修。寺额，圣祖御笔也。大殿奉释迦佛像，圣祖题额曰：“香云法雨”，皇上御书联曰：“心珠明映大千界，性海常通不二门”。
乾隆二十八年《御制永慕寺诗》：
圣藻焕痕钗（寺额皇祖御书也），依依永慕怀。见之于大舜，盖以奉思斋。翠荫禅林叶，緑回忍草荄。猎余游净界，诗句自安排。
乾隆二十九年《御制永慕寺诗》：
永慕建康熈（是寺，皇祖所建，盖祝釐太皇太后故也），孝庄虔祝釐。遥年重焕若，此日落成之。佛岂故新系，寺资修葺为。无须称大舜，家法仰昭垂。
乾隆三十二年《御制永慕寺诗》：
皇祖建斯寺，追思荘后遥。向年重葺宇（在甲申），此日又凭寮。梵乐僧迎奏（此寺向设喇嘛僧），风旛心与飘。问予永慕者，钦曰在神尧。

臣等谨按：永慕寺御制诗，谨绎有关纪述事实者，恭载卷内，余不备录。
清朝在今旧宫地区设有一座行宫，即“旧衙门行宫”，并设有八座寺庙，包括关帝庙、永佑庙、德寿寺、永慕寺等等。光绪《顺天府志·京师志》载：“德寿寺，在永慕寺之东。”可知永慕寺在德寿寺以西。